# Served Live
| Recensione       | Giudizio |
| ---------------- | -------- |
| AllMusic         | [ 2 ]    |
| Robert Christgau | C+       |

Served Live è il settimo album discografico (e primo live pubblicato nella discografia ufficiale del gruppo musicale statunitense) degli Asleep at the Wheel, edito dalla casa discografica Capitol Records nel 1979.

## Tracce

### LP
Lato A
1. Choo Choo Ch Boogie – 3:32 (Vaughn Horton, Milt Gabler, Denver Darling)
2. The Last Meal – 3:25 (Denny Hall)
3. God Bless the Child – 4:33 (Billie Holiday, Arthur Herzog, Jr.)
4. Jumpin' at the Woodside – 3:40 (Jon Hendricks, Count Basie)
5. Am I High? – 3:12 (Ray Benson, Chris O'Connell, Peter Sheridan)

Lato B
1. (Get Your Kicks On) Route 66 – 3:06 (Bobby Troup)
2. Baby, You've Got What It Takes – 3:10 (Murray Stein, Clyde Otis)
3. Too Many Bad Habits – 4:19 (John Nicholas)
4. Miles and Miles of Texas – 3:19 (Tommy Camfield, Diane Johnston)
5. Will the Circle Be Unbroken – 5:59 (Tradizionale; arrangiamento di Ray Benson)

## Formazione
- Ray Benson - chitarra solista, voce
- Chris O'Connell - chitarra ritmica, voce
- John Nicholas - chitarra, piano, harp, voce
- Lucky Oceans - chitarra pedal steel
- Daniel J. Menudo - piano, organo
- Danny Levin - fiddle, mandolino elettrico
- Pat Raco Ryan - sassofoni, clarinetto
- Spencer Starnes - contrabbasso, basso fender
- Fran Christina - batteria

Ospiti
- Johnny Gimble - fiddle
- Andy Stein - fiddle, sassofono baritono
- Link Davis, Jr. - sassofoni
- Jimmie Vaughan - chitarra elettrica (brano: Baby, You've Got What It Takes)
- Chris York - batteria (brano: Miles and Miles of Texas)

Note aggiuntive
- Ray Benson e Chuck Flood - produttori
- John Palladino - produttore esecutivo
- Registrazioni live effettuate il 19 e 20 gennaio 1979 al Austin Opry House di Austin (Texas)
- Hugh Davies - ingegnere delle registrazioni
- Registrazioni in remoto: Malcolm Harper (reelsound); mixato al Pecan Street Studios di Austin, Texas e al Capitol Records Studio B di Hollywood, California
- Greg Klinginsmith - assistente ingegnere delle registrazioni
- Hugh Davies, Ray Benson e Chuck Flood - assistenti ingegnere del remixaggio
- Al Priest, Marvin Schultz e Punkin - roadie
- Roy Kohara - art direction
- Don Peterson - fotografie copertina album originale
- Julie Speed - illustrazioni interno copertina album originale[4]